# Urladdning (1995)
Urladdning, svensk film från 1995.

## Handling
Det är nyårsafton, Maria står framför spegeln de sista 22 minuterna före midnatt.

## Om filmen
Filmen hade premiär den 11 februari 1995.

## Rollista
- Lena Nilsson - Maria
- Johan Wahlström - representanten
- Rakel Wärmländer - flickan